# Adaptives Filter
Ein adaptives Filter in der Signalverarbeitung ist ein spezielles analoges Filter oder digitales Filter, das seine Übertragungsfunktion und Frequenz im Betrieb selbstständig verändern kann.

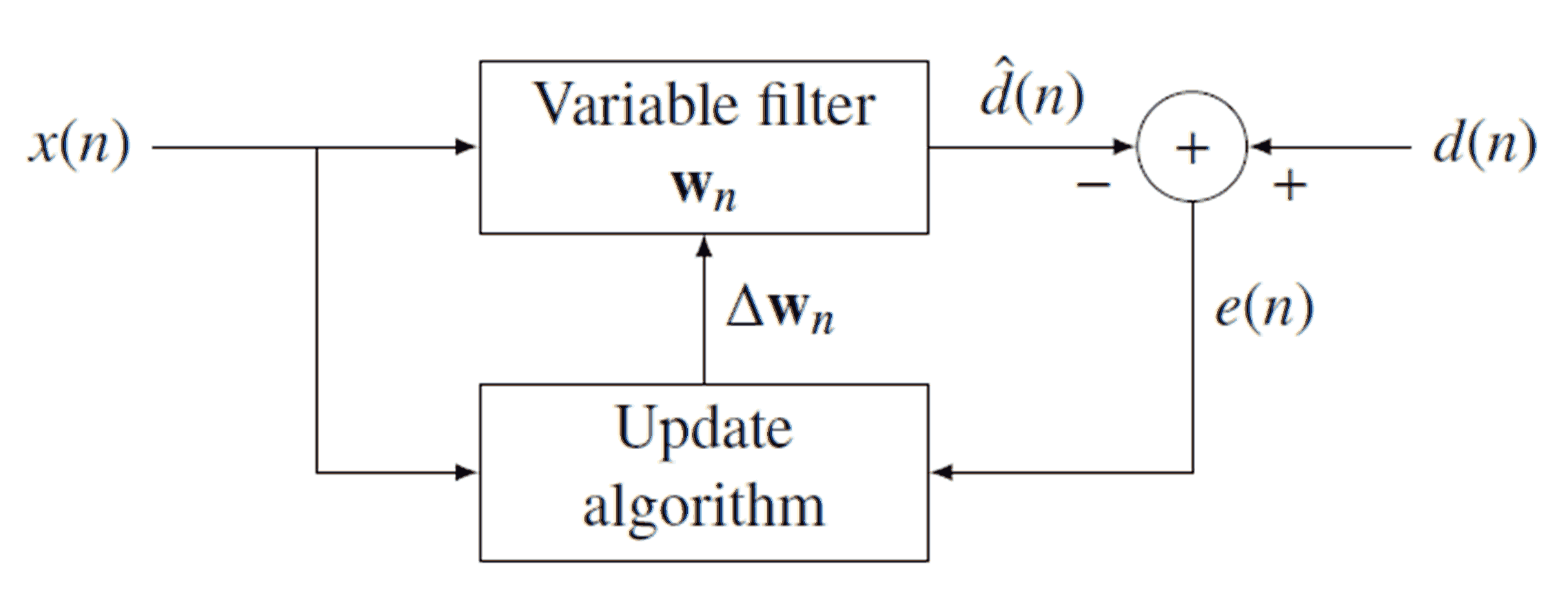
Blockdiagramm eines adaptiven Filters

Zu diesem Zweck wird im Regelfall ein FIR-Filter mit einem Einstellnetzwerk versehen, das nach bestimmten Regeln die Filterkoeffizienten des Transversalfilters verändern kann.

## Funktion
Die am Eingang ankommende Folge {\displaystyle \mathbf {x} (n)} durchläuft das einstellbare Transversalfilter und bildet die Ausgangsfolge {\displaystyle {\hat {d}}(n)}. Diese Folge wird mit der vom Filter zu bildenden Folge {\displaystyle \mathbf {d} (n)} verglichen und liefert das Fehlersignal {\displaystyle \mathbf {e} (n)}. Im Idealfall, d. h. wenn das Filter die Eingangsfolge durch die Filterung exakt so verändert, dass {\displaystyle {\hat {d}}(n)} gleich {\displaystyle \mathbf {d} (n)} wird, ist die Fehlerfolge 0. Bei einer Abweichung weist das Fehlersignal {\displaystyle \mathbf {e} (n)} Werte ungleich 0 auf. Der Regelalgorithmus versucht dann durch Veränderung der Filterkoeffizienten das Fehlersignal zu minimieren, also die Ausgangsfolge des Filters {\displaystyle {\hat {d}}(n)} an das Referenzsignal {\displaystyle \mathbf {d} (n)} möglichst gut anzupassen. Der gängige Einstellalgorithmus basiert dabei auf einer Methode zur Minimierung der Fehlerquadrate, dem LMS-Algorithmus. Bessere Ergebnisse werden mit mathematisch aufwendigeren, rekursiven Verfahren wie dem RLS-Algorithmus erreicht.

## Anwendung zur Kanalentzerrung
Adaptive Filter werden in der Signalverarbeitung unter anderem zur adaptiven Entzerrung eines Eingangssignals verwendet. Übertragungskanäle wie eine elektrische Leitung oder ein Funkkanal verzerren das zu übertragende Signal. Zur Minimierung von Übertragungsfehlern ist es daher auf Empfangsseite unter Umständen notwendig, diese Verzerrungen möglichst gut zu kompensieren. Dabei stellt die Eingangsfolge {\displaystyle \mathbf {x} (n)} die über einen verzerrenden Kanal übertragene Datenfolge dar. Da dem Empfänger nicht bekannt ist, wie der Kanal die Datenfolge verändert, ist vor Beginn einer Nutzdatenübertragung eine zwischen Sender und Empfänger fix vereinbarte und bekannte, sogenannte Trainingssequenz zu übertragen. Dieser Trainingsprozess wird manchmal nicht ganz korrekt als Synchronisation bezeichnet. Mit Hilfe der Trainingssequenz, die in obiger Abbildung mit {\displaystyle \mathbf {d} (n)} bezeichnet ist und die auch bestimmte Eigenschaften wie eine spektral gleichmäßige Verteilung aufweisen sollte, kann sich das adaptive Filter auf der Empfangsseite so einstellen, dass das Fehlersignal {\displaystyle \mathbf {e} (n)} minimal wird. In diesem Fall kompensiert das Filter die Verzerrungen des Übertragungskanals. Unter der meistens zutreffenden Annahme, dass die Kanaleigenschaften betreffend Verzerrungen sich zeitlich nicht sehr schnell ändern, kann dann das so eingestellte Filter zur Kanalentzerrung verwendet werden.
Kommt es im laufenden Betrieb zu einer langsamen Steigerung der Fehlerrate am Empfänger, als Folge von sich ändernden Kanalübertragungseigenschaften, kann wiederholt in den Trainingsmodus geschaltet und das adaptive Filter auf die geänderten Verhältnisse im Kanal eingestellt werden. Es gibt weiterhin auch Verfahren zur Kanalentzerrung, bei denen im Betrieb eine laufende Anpassung an die geringfügig veränderlichen Kanaleigenschaften ohne Umschaltung erfolgen kann.
Weitere Anwendungen von adaptiven Filtern gibt es im Bereich der Echokompensation und zur Nachbildung von unbekannten Übertragungsfunktionen. Als praktisches Anwendungsbeispiel seien hier Modems erwähnt, die bei komplexeren Modulationen adaptive Filter zur Kanalentzerrung und zur Echokompensation einsetzen.